# ويليام ستريكلاند
ويليام ستريكلاند (بالإنجليزية: William Strickland) هو مهندس مدني ومهندس معماري أمريكي، ولد في 1781، وتوفي في 1854.

## وصلات خارجية
- ويليام ستريكلاند على موقع الموسوعة البريطانية (الإنجليزية)
- ويليام ستريكلاند على موقع إن إن دي بي (الإنجليزية)